# NGC 479
NGC 479 è una galassia a spirale situata nella costellazione dei Pesci a una distanza di circa 240 milioni di anni luce dalla Terra.
Fu scoperta il 27 ottobre 1864 da Albert Marth.